# Nadie me entiende
Nadie me entiende fue una serie juvenil chilena, estrenada el 5 de febrero de 2009 y transmitida en el verano del mismo año. Fue producida por My Friend y emitida por Canal 13.
La serie se emitía de lunes a viernes a las 11:30 de la mañana.

## Trama
Antonia (Renata Oyarzún) es una adolescente rebelde, con grandes enemigas e ideales, pero su vida cambia cuando regresan dos antiguos amores: Nico, un compañero de curso que vuelve; y su amigo imaginario, su amor de la infancia. Así, Antonia luchará por el amor de Nicolás y se enfrentará a grandes problemas.

## Personajes
- Antonia del Valle (Renata Oyarzún): Es la protagonista de la historia. Tiene 15 años, es bonita, pero rebelde e idealista, por ello tiene continuas peleas en el colegio con Miss Carmen. Antonia es la principal enemiga de la Nacha y la Mica, quienes le harán la vida imposible, sobre todo cuando Nacha entable una relación con Nico, su gran amor.
- Amigo imaginario (Patricio Muñoz): Es el amigo imaginario de Anto. Vuelve de largos años de ausencia, justo cuando llega Nicolás, lo que provoca una bataola en el corazón de Antonia. Está enamorado de ella.
- Nicolás (Jaime Artus): Es el gran amor de Antonia. Es bastante apuesto, noble y de gran corazón. Comienza a pololear con Nacha, sin saber lo mala que es. Nico esconde una gran pena en su corazón: Las peleas de sus padres, lo que lo deprime bastante. Regresó de Estados Unidos y en Chile encontró nuevamente a sus amigos.
- Isi (Sandy Hartard): Es la mejor amiga de Antonia. Isi es bella, tímida, dulce y tremendamente inocente. Está enamorada de Ossa, lo que le traerá problemas con su amiga y el curso. Tiene baja autoestima, pero sus amigos le hacen ver que es linda y que tiene muchas virtudes. Creyó sentir algo por Freaky, pero luego aclaró sus sentimientos.
- Nacha (Nicole Pogorelow): Es la archienemiga de la Anto. Es coqueta, sumamente manipuladora y caprichosa, hace lo posible para conseguir conquistar a Nicolás y arruinar a Antonia. Se lía con el papá de Nico para que él siga involucrado en el tennis. Cuando Nico la descubre, se arma un tremendo caos.
- Benjamín Ossa (Tomas Pintor): Es el mujeriego y payaso del curso, además del mejor amigo de Nico. Es bastante simpático y en casi todas las fiesta conquista chicas, sin embargo comenzará a sentir algo por Isi, lo que desatará las más divertidas situaciones. Pelea con su padre por "cambiar de novia cada 6 meses".
- Mica (Isidora Pintor): Es la mejor amiga de la Nacha, enemiga de Antonia. Mica sólo tiene una ambición en la vida: Ser una top model, aunque su arrogante actitud quizás no se lo permita. Tiene principios de anorexia, pero no lo acepta.
- Freaky(Khaled Darwich): Es el freak (de allí su apodo) del curso. Se llama Clemente y viene de un antiguo colegio, en donde tenía un romance con una profesora, la cual murió en un incendio. Tiene un romance con una chica a la que hace pasar por su hermana cuando Mica les tomó una foto muy cariñosos.
- Miss Carmen (Marcela Arroyave): Profesora e inspectora del colegio. Es bastante mañosa y tiene un tono de voz algo raro, siempre pelea con Antonia, constantemente la tiene en la mira.
- Sofía "Pollo" (Renata Sepúlveda): Es la molesta hermana menor de Antonia. Parece un ángel, es la consentida de los padres y pelea siempre con su hermana, por lo que siempre tratará de perjudicarla frente a sus padres.
- Estibalis (María Luisa Mayol) Es la nana "flaite" de los del Valle, aliada de la "Pollo" y siempre habla de su novio "Marcelo", está algo obsecionada con Ossa.
- Sra. Ximena (Jeannette Moenne-Loccoz). Mamá de Antonia.
- Domingo (Carlos Díaz). Profesor de teatro del colegio, Mica está enamorada de él.

## Curiosidades
- En un principio, se anunció que la cantante Kel Calderón sería quién interpretase a Antonia y cantara el tema principal. Sin embargo, tras negociaciones con la productora, y una gran polémica de por medio, no pudo forman parte de la serie.
- El nombre tentativo para la serie era Antonia.
- Renata Oyarzún tuvo una participación especial en Karkú como Fátima Souza.
- El tema principal de la serie es interpretado por Constanza Herrero, integrante de Six Pack; recordando que ella fue el reemplazo de Calderón en la agrupación.
- La "Pollo" es hermana de Ignacio Sepúlveda (Zico en Karkú).
- En esta serie, la niñera flaite Estibalis es interpretado por al actriz y crítica de espectáculos María Luisa Mayol.
- La serie fue vendida a la cadena de televisión de Italia, la Rai.

## Emisión internacional
- Italia: RaiSat Smash Girls (2009) y Rai Gulp (2010).